# Andalusische groengestipte kikker
De Andalusische groengestipte kikker (Pelodytes ibericus) is een pad-achtige kikker uit het geslacht Pelodytes, het enige geslacht in de familie Pelodytidae.

## Naam en indeling
De wetenschappelijke naam van de groep werd voor het eerst voorgesteld door María Jesús Sánchez-Herraíz, Luis Javier Barbadillo-Escrivá, Annie Machordom Barbé en Francisco de Borja Sanchíz in 2000.
De kikker is ook bekend onder de namen Zuid-Iberische groengestipte kikker of Iberische groengestipte kikker De huidige Nederlandstalige naam geeft ruimte voor nieuwe soorten die onlangs van dit geslacht zijn beschreven in het Iberisch schiereiland.
De Andalusische groengestipte kikker werd lange tijd beschouwd als een ondersoort van de groengestipte kikker (Pelodytes punctatus). Na een analyse van de externe morfologie, osteologie, morfometrie en enzymsystemen van talrijke specimens van het Iberisch Schiereiland werd besloten dat de zuidelijke en noordelijke populaties aparte groepen vormden en is de zuidelijke groep door biologen aangewezen als een aparte soort.

## Uiterlijke kenmerken
De kikker lijkt uiterlijk sterk op groengestipte kikker (Pelodytes punctatus) die beschouwd als zustersoort. De mannetjes zijn wat kleiner dan P. punctatus (tot ongeveer 40 mm lichaamslengte). De achterpoten van Pelodytes ibericus zijn naar verhouding duidelijk kleiner dan die van de noordelijker voorkomende P. punctatus. De rug is grijsbruin tot olijfkleurig, en is bedekt met kleine olijfgroene stippen. De rug kan een tweetal lichte banden vertonen, die een X-teken vormen. Markant is dat ook de groene donkere dorsale vlekken meestal uitstulpingen vertonen die op wratten lijken. De in totaal vier soorten van het geslacht Pelodytes op het Iberisch schiereiland zijn uiterlijk nauwelijks van elkaar te onderscheiden, maar de Andalusische is specifiek te herkennen door de speciale paarkussentjes op de binnenzijde van de hand en onderkant van de vingers . De overigens goed waarneembare uitstulpingen zijn bij P. punctatus in elk geval afgeplat en kleiner en minder prominent dan de conisch verhoogde handuitstulpingen bij P. ibericus. De mannetjes van de P. ibericus zijn te onderscheiden aan de markante donkergrijs tot paars gekleurde keeloppervlakken dat zich rond de paartijd manifesteert.

## Verspreiding en habitat
De soort komt voor in delen van Europa en leeft in het zuiden van Portugal en Spanje vanaf zeeniveau tot op maximale hoogtes van 1450 meter boven zeeniveau. De Andalusische groengestipte kikker heeft een voorkeur voor zandduinen met vennen, heide/schraallanden, rotsachtig terrein met struwelen. Daarnaast worden diverse cultuurlandschappen met voldoende poelen of beekbronnen bewoond, alsmede open bossen in hellingzones. Net als de verwante groep van het geslacht Pelobates worden de dieren veel aangetroffen in de stroomdalgebieden van rivier- en beekvalleien. De typische ooibossen bezitten ook de voor hen noodzakelijke structuur van open lichte zandduinen waar de dieren de vochtige delen bewonen. De overstroomgebieden bevatten vaak tijdelijke poelen die belangrijk zijn voor de voortplanting; in de regio waar ook droogte een rol kan spelen zijn spaarbekkens primair. In het teken van LIFE Ambition wordt het voorkomen van noodlijdende vochtbehoevende kikkers en paddensoorten in agrarische enclaves bevorderd door veedrinkpoelen regelmatig voor amfibieën geschikt te maken waarbij de bereikbaarheid voor amfibieën cruciaal is.
De soort is ook waar te nemen langs ondiepe oeverzones van kleine en middelgrote meren. Net als bij de overige soorten van de geslachten Pelodytes, Pelobates maar ook Alytes en Bombina, wordt er vaak door amfibieëngroepen en/of enthousiaste jeugd of amateurs geïnteresseerd in herpetologie naar individuen gezocht in perioden dat de dieren actief zijn en of dat de juvenielen vanuit de voortplantingsgebieden op het land komen. Het omdraaien van stukken dood hout, stenen en allerhande materiaal kan vruchtbaar zijn. Om de dieren te beschermen kunnen wegen en campingterreinen tijdelijk worden afgezet. Ook worden putten en roosters nagekeken op ingevallen amfibieën, of geschikt gemaakt zodat de dieren er zelfstandig uit kunnen komen. Het inzetten van kikkertrappen kan een uitkomst bieden.

## Bedreigingen
Typische bedreigingen voor deze soort zijn vervuiling van het voortplantingswater, verlanding of vroegtijdige verdroging. Bodemvervuiling met asfaltafval, dumpingen van niet-natuurlijk materiaal en vloeistoffen, en het inspoelen van landbouwbestrijdingsmiddelen (neonicotinoïden) zijn een groot probleem. De dieren zijn kwetsbaar voor het voorkomen van exoten, loslopende katten en honden, of een grote hoeveelheid vee nabij hun leefomgeving. Het waterverbruik door landbouw voor irrigatie van cultuurlandschappen heeft een grondwaterdaling tot gevolg waardoor moerassen en vennen sneller hun water verliezen. Uitgezette (exotische) vissen en bepaalde overwoekerende waterplanten kunnen zeer nadelig zijn voor het opgroeien van de larven.